# Regino Hernández
Regino Hernández Martín (Ceuta, 25 juli 1991) is een Spaanse snowboarder. Op de Olympische Winterspelen 2010 in Vancouver, op de Olympische Winterspelen 2014 in Sotsji en op de Olympische Winterspelen 2018 in Pyeongchang deed hij voor Spanje mee aan het onderdeel snowboardcross.

## Carrière
Het eerste grote succes van Hernández was in 2011 toen hij een gouden medaille won op het WK voor junioren in Valmalenco.
Een jaar eerder had hij zich al eens geplaatst voor de Olympische Winterspelen. In 2010 strandde Hernández in de achtste finales. Vier jaar later in Sotsji eindigde hij in de kwartfinales. Het grote succes kwam in 2018 toen hij achter Pierre Vaultier en Jarryd Hughes een bronzen medaille won op het onderdeel snowboardcross. Dit was de eerste medaille voor Spanje op de Olympische Winterspelen sinds de bronzen medaille van Blanca Fernández Ochoa in 1992.
Zijn eerste wereldbekerpodium was in 2014. Dit was in La Molina.

## Resultaten

### Olympische Winterspelen
| Jaar | Plaats      | Onderdeel          |
| ---- | ----------- | ------------------ |
| 2010 | Vancouver   | 31e Snowboardcross |
| 2014 | Sotsji      | 21e Snowboardcross |
| 2018 | Pyeongchang | Snowboardcross     |

### Wereldkampioenschappen
| Jaar | Plaats        | Resultaten                               |
| ---- | ------------- | ---------------------------------------- |
| 2009 | Gangwon       | 24e Snowboardcross                       |
| 2011 | La Molina     | 37e Snowboardcross                       |
| 2013 | Stoneham      | 38e Snowboardcross                       |
| 2015 | Kreischberg   | 9e Snowboardcross                        |
| 2017 | Sierra Nevada | 33e Snowboardcross · Snowboardcross team |
| 2019 | Park City     | 29e Snowboardcross                       |
| 2021 | Idre Fjäll    | 40e Snowboardcross                       |

### Wereldbeker
Eindklasseringen
| Seizoen   | Algm | SBX | HP   | BA   |
| --------- | ---- | --- | ---- | ---- |
| 2008/2009 | 206e | 52e | 113e | 126e |
| 2009/2010 | 203e | 48e | –    | 91e  |
| 2011/2012 | –    | 65e | –    | –    |
| 2012/2013 | –    | 52e | –    | –    |
| 2013/2014 | –    | 13e | –    | –    |
| 2014/2015 | –    | 11e | –    | –    |
| 2015/2016 | –    | 33e | –    | –    |
| 2016/2017 | –    | 17e | –    | –    |
| 2017/2018 | –    | 10e | –    | –    |
| 2018/2019 | –    | 37e | –    | –    |
| 2019/2020 | –    | 45e | –    | –    |